# Васякін Олександр Васильович
Олекса́ндр Васи́льович Вася́кін (27 жовтня 1925 — 29 вересня 2015) — скульптор, заслужений художник УРСР (1975).

## Біографічні дані
Трудову діяльність в Кривому Розі розпочав 1954 року скульптором у криворізькій майстерні Дніпропетровського художньо-виробничого комбінату. У період з 1961 по 1972 роки працював головним художником міста.

### Спілчанство
Протягом всього часу своєї творчої діяльності неодноразово обирався членом Спілки художників СРСР, членом правління Дніпропетровської організації Спілки художників УРСР, головою художньої ради Криворізької художньої майстерні.

## Творчий доробок
Серед творчих здобутків Олександра Васякіна чільне місце посідають монументальні твори, які заповнюють вулиці і площі Кривого Рогу, портрети видатних діячів держави, письменників, композиторів, вчених, композиції на тему Другої світової війни, історії і мирної праці.
Діяльність Васякіна О. В. відображена в Українській енциклопедії, бібліографічних довідниках «Художники народів СРСР», «Українські радянські художники», «Пам'ятники історії і культури України», альбомах, присвячених Кривому Рогу тощо.
- Пам’ятний знак робітникам і службовцям заводу гірничого машинобудування, які загинули у 1941-1945 рр.
- Пам’ятник Льву Толстому (Кривий Ріг)
- Пам'ятник «Данко»

## Нагороди
Мав численні високі нагороди державного і місцевого рівнів, зокрема звання «Заслужений художник УРСР», нагрудний знак «За заслуги перед містом» тощо. 20 квітня 2005 року за творчу діяльність, особистий внесок у розвиток сфери культури і мистецтва Васякіну О. В. присвоєно звання «Почесний громадянин Кривого Рогу».

### Вшанування пам'яті
У Кривому Розі є вулиця  Вулиця Олександра Васякіна.